# Bumbești-Jiu

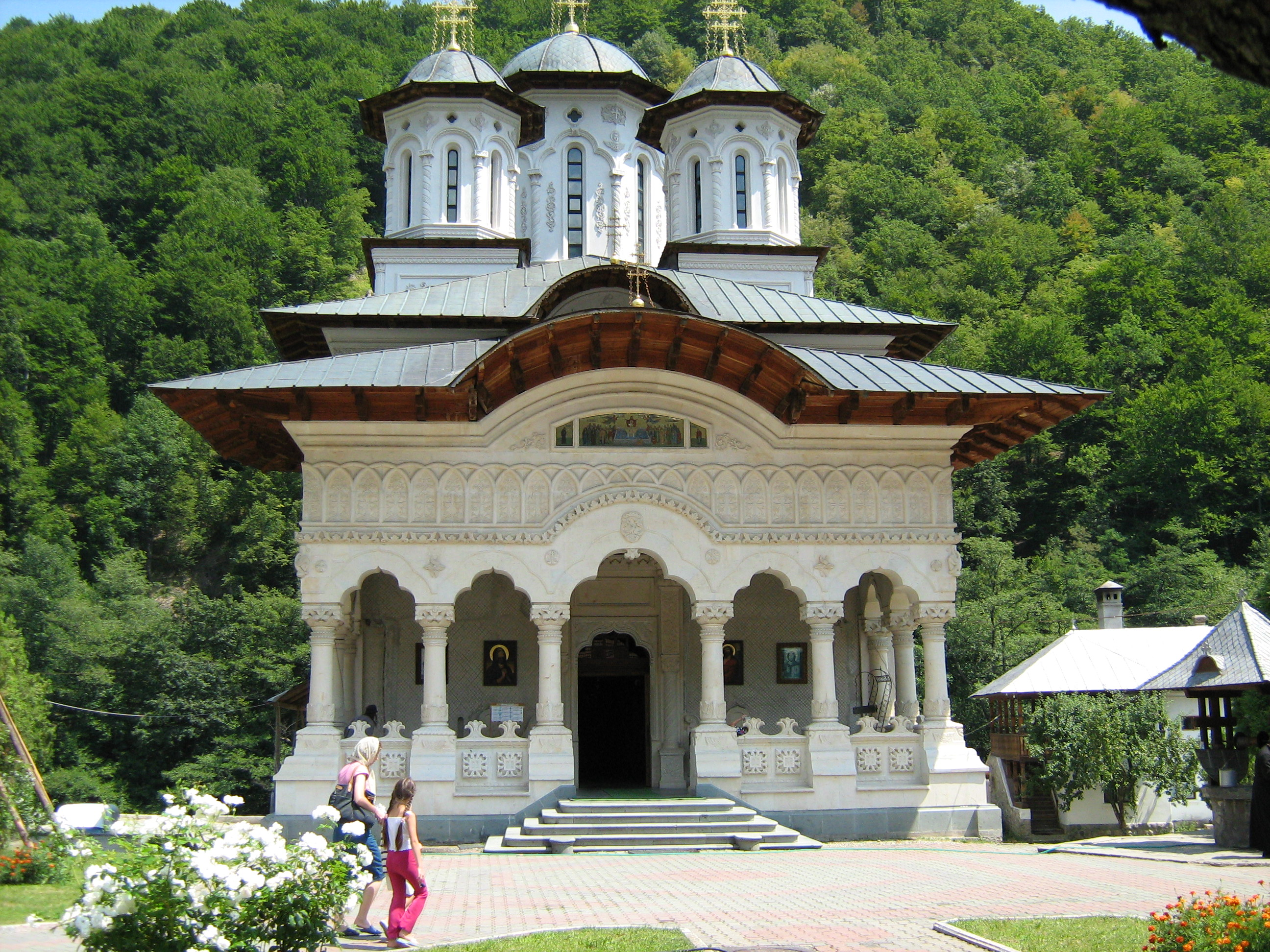

Bumbești-Jiu is een stad (oraș) in het Roemeense district Gorj. De stad telt 10.596 inwoners (2004).